# Michele Fedrizzi

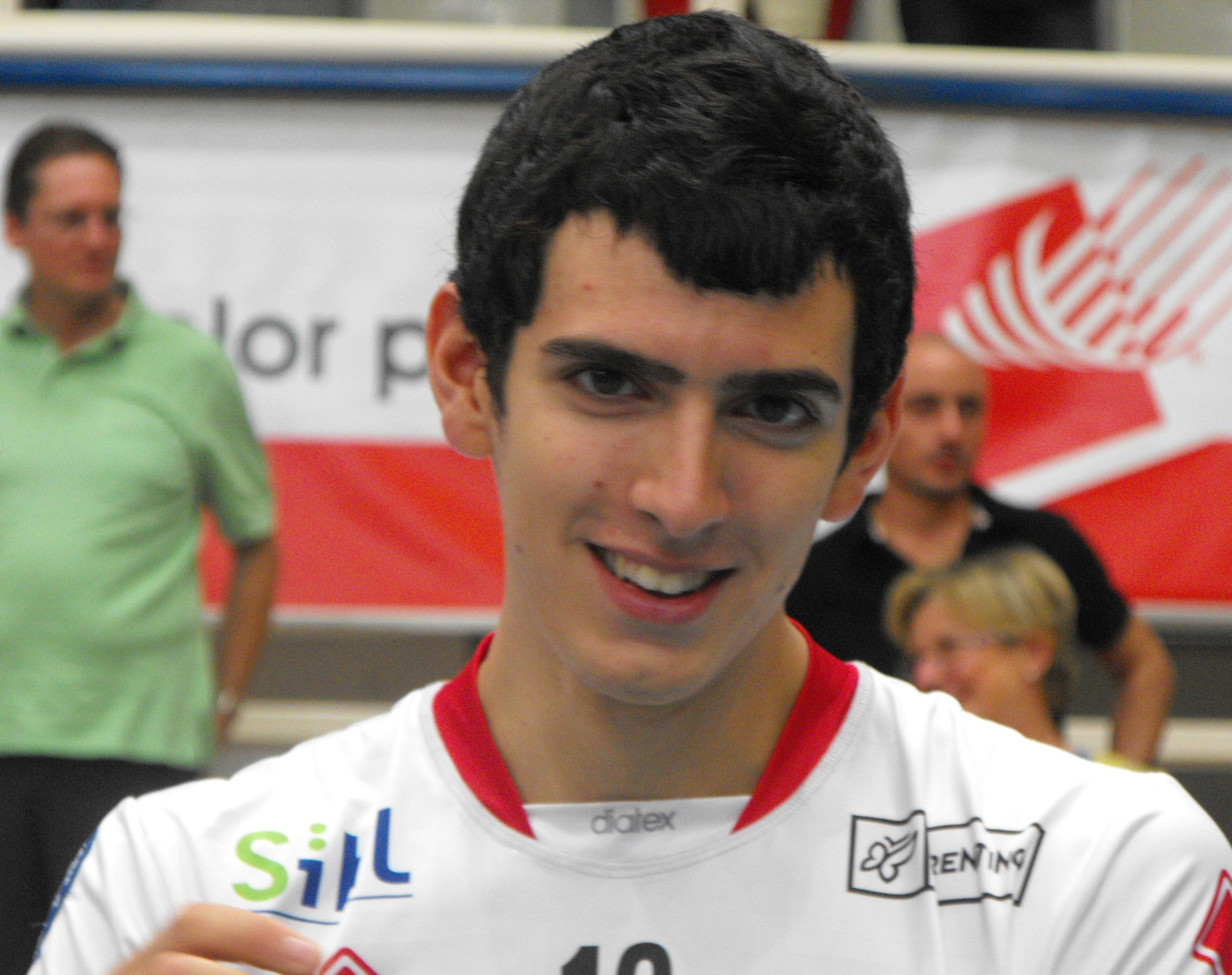
Michele Fedrizzi zawodnikiem Diatecu Trentino w sezonie 2009/2010

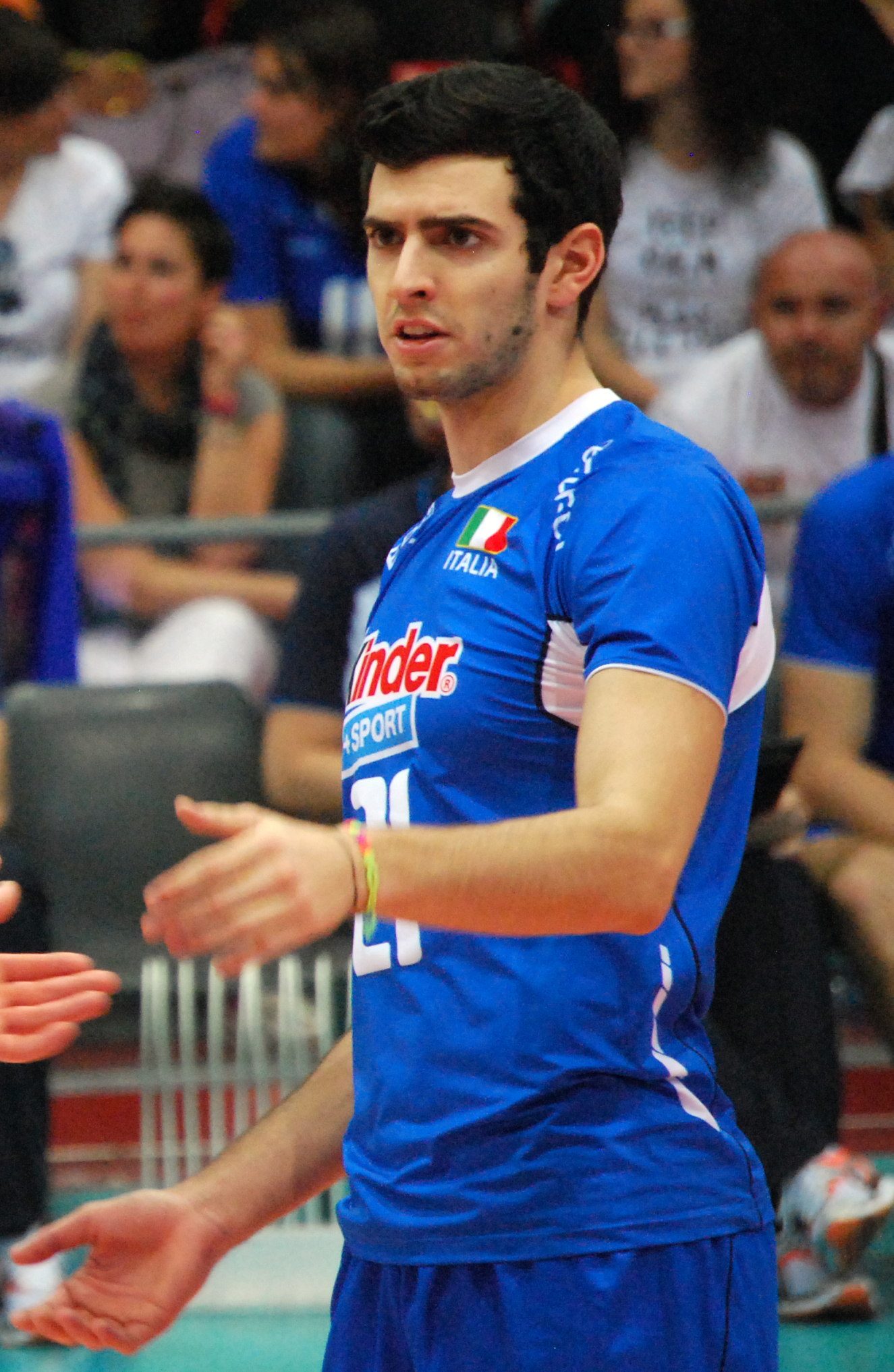
Michele Fedrizzi reprezentantem Włoch w 2013 roku

Michele Fedrizzi (ur. 21 maja 1991 w Trydencie) – włoski siatkarz, grający na pozycji przyjmującego, reprezentant Włoch. 

## Przebieg kariery
| Lata                      | Klub                                 |
| ------------------------- | ------------------------------------ |
| 2008–2010                 | Itas Diatec Trentino                 |
| 2010–2012                 | Club Italia Roma                     |
| 2012–2013                 | Marmi Lanza Werona                   |
| 2013–2015                 | Energy T.I. Diatec Trentino          |
| 2015–2016                 | Exprivia Molfetta                    |
| 2016–2017                 | Kioene Padwa                         |
| 2017–2018 (do 24.12.2018) | Emma Villas Siena                    |
| 2018–2019 (od 25.12.2018) | Monini Spoleto                       |
| 2019–2020                 | Peimar Calci                         |
| 2020–2021 (do 03.2021)    | Nantes Rezé MV                       |
| 2021–2021 (od 29.03.2021) | Agnelli Tipiesse Bergamo             |
| 2021–2022                 | Kemas Lamipel Santa Croce            |
| 2022–2023                 | Tonno Callipo Calabria Vibo Valentia |
| 2023–                     | Yuasa Battery Grottazzolina          |

## Sukcesy klubowe
Klubowe Mistrzostwa Świata:
- 2009
- 2013

Puchar Włoch:
- 2010

Liga Mistrzów:
- 2010

Mistrzostwo Włoch:
- 2015
- 2010

Superpuchar Włoch:
- 2013

Puchar CEV:
- 2015

## Sukcesy reprezentacyjne
Liga Światowa:
- 2013